# Saint-Georges-de-Bohon
Saint-Georges-de-Bohon är en kommun i departementet Manche i regionen Normandie i norra Frankrike. Kommunen ligger i kantonen Carentan som tillhör arrondissementet Saint-Lô. År 2018 hade Saint-Georges-de-Bohon 412 invånare.

## Befolkningsutveckling
Antalet invånare i kommunen Saint-Georges-de-Bohon
| Referens: INSEE |